# Jason Pennycooke
Jason Pennycooke (...) è un attore britannico.

## Biografia
Nel 2008 recitò nel revival della Menier Chocolate Factory di La Cage aux Folles e per la sua interpretazione fu candidato al Laurence Olivier Award alla miglior performance in un ruolo non protagonista in un musical. A La Cage seguirono altre interpretazioni in diversi musical a Londra, tra cui Kiss Me Kate (2013), Memphis - per cui fu candidato al Laurence Olivier Award al miglior attore non protagonista in un musical nel 2014 - Guys and Dolls (2016) ed Hamilton nel duplice ruolo di Thomas Jefferson e Gilbert du Motier de La Fayette ruolo che interpreta per diverse stagioni ; per la sua interpretazioni ha ottenuto un'altra nomination al Laurence Olivier Award al miglior attore non protagonista in un musical.
Come coreografo ha curato le coreografie del musical Soul Sisters, in scena a Londra nel 2012, e di Into the Woods, in scena a Manchester nel 2015.

## Filmografia

### Attore
- Five Guys Named Moe (1995) - videoclip
- Mister Lonely, regia di Harmony Korine (2007)
- All About the McKenzies - serie TV, episodi 1x01, 1x02, 1x03 (2014)
- All About the McKenzies - serie TV, episodio 1x00 (2016)
- Rocketman, regia di Dexter Fletcher (2019)

## Teatro

### Attore
- La Cage aux Folles. Menier Chocolate Factory di Londra (2008)
- Kiss Me, Kate. Old Vic di Londra (2013)
- Memphis. Shaftesbury Theatre di Londra (2014)
- Guys and Dolls. Phoenix Theatre di Londra (2016)
- Hamilton. Victoria Palace Theatre di Londra (2017)
- Moulin Rouge!. Piccadilly Theatre di Londra (2021)

### Coreografo
- The Big Life, Theatre Royal, Stratford East (2005)
- Porgy and Bess. Savoy Theatre di Londra (2006) [N 2][6]
- Soul Sisters Savoy Theatre di Londra(2012) [7]
- Into the Woods (2015)

## Riconoscimenti
- Premio Laurence Olivier
  - 2009 – Candidatura al miglior attore non protagonista in un musical per La Cage aux Folles
  - 2015 – Candidatura al miglior attore non protagonista in un musical per Memphis[8]
  - 2017 – Candidatura al miglior attore non protagonista in un musical per Hamilton[4]

- WhatsOnStage Awards
  - 2006 candidatura come miglior coreografo in un musical